# Madaffald
Madaffald er mad, som af den ene eller anden årsag er blevet til affald . Der skelnes mellem madspild og madaffald, ved madspild som er det mad som stadig kunne spises men som ender som affald, og madaffald som det mad der enten ikke længere kunne spises, er gået på datoen, ikke lever op til fødevarereglerne, er afskær fra grønsager, skaller, knogler og på anden måde er decideret affald. Madaffaldet indeholder fortsat megen værdi som ressource ved udnyttelse til bioforgasning, hvor der dels kan udvindes energi i form af bioforgasning og recirkulering af næringsstoffer som fosfor, kalcium mv. i form af slam til markerne.
| Mad og drikke | Spire Denne artikel om mad og drikke er en spire som bør udbygges. Du er velkommen til at hjælpe Wikipedia ved at udvide den. |